# 扎莫日内 (扎波罗热州)
47°16′0″N 35°37′26″E / 47.26667°N 35.62389°E
扎莫日內（烏克蘭語：Заможне）是位於烏克蘭西南部的村莊，由扎波羅熱州波洛希區的托克馬克市鎮負責管轄，面積0.66平方公里，海拔高度43米，2001年人口132，人口密度每平方公里200人。